# Rouenská smlouva (991)

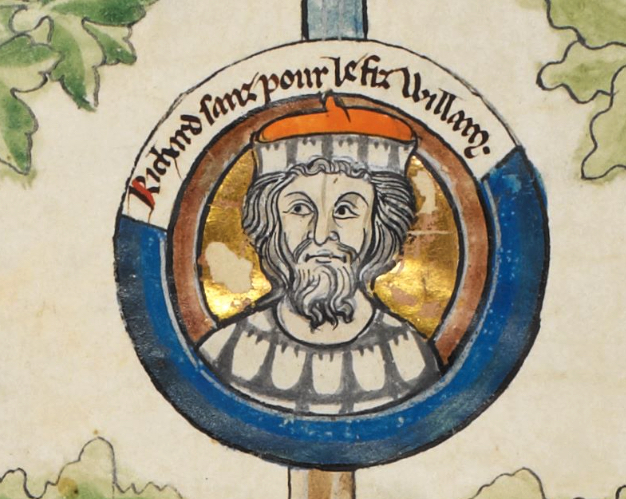
Rukopisný portrét normandského vévody Richarda I.

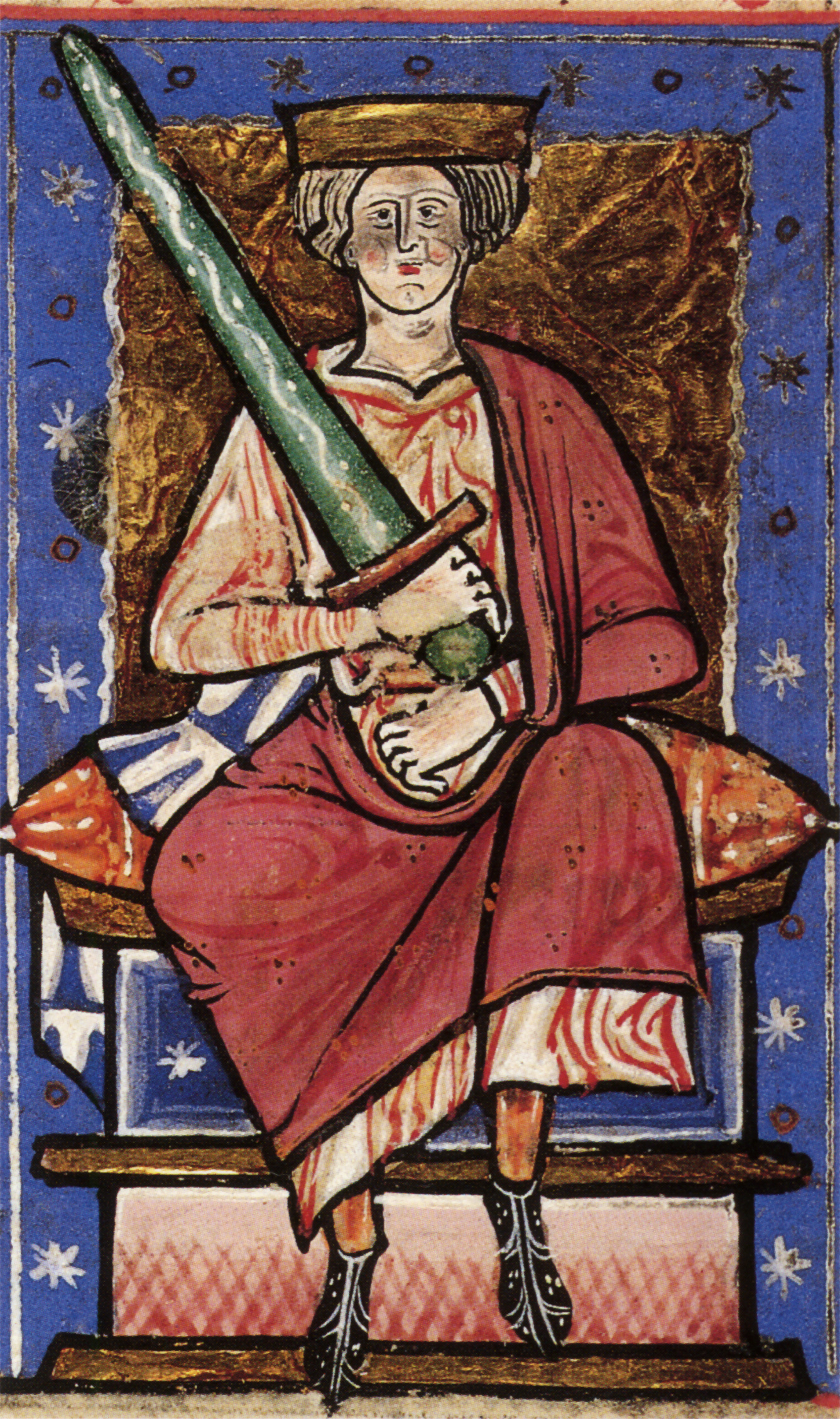
Portrét krále Západních Sasů Æthelreda II.

Rouenská smlouva byla dohoda uzavřená mezi králem Angličanů Æthelredem II. a normandským vévodou Richardem I. Smlouva se zachovala ve formě dopisu napsaného jménem papeže Jana XV. Dohoda mezi těmito dvěma vládci byla dokončena 1. března 991 a je chápána jako jedna z prvních arbitrážních smluv v evropské historii.

## Smlouva
V dopise od papeže Jana XV. se píše, že poté, co byl ‚mnohými informován o nepřátelství mezi králem Západních Sasů Æthelredem a normandským markýzem [vévodou] Richardem‘, rozhodl se vyslat svého legáta, biskupa Lea z Trevi, aby tento rozpad vztahů napravil.
Biskup z Trevi přijel do Anglie a na Štědrý den roku 990 předložil Æthelredovi papežův dopis. Poté, co Æthelred probral tuto záležitost se ‚všemi věrnými muži svého království‘, souhlasil s uzavřením míru s Richardem a slíbil, že tento mír bude trvat po všechny další generace anglické vlády.
Poté, co bylo učiněno rozhodnutí, Æthelred poslal Æthelsige, biskupa ze Sherborne, Leofstana a Æthelnotha s papežovým legátem do Normandie. Poté, co Richard uslyšel o papežově varování a Æthelredově prohlášení o míru, souhlasil také s uzavřením míru s anglickým králem a s tím, aby tento mír zůstal v platnosti pro každou generaci, která přišla po něm.

Podmínky této mírové dohody byly následující:
pokud by se některý z jejich lidí nebo oni sami dopustili vůči druhému nějaké křivdy, mělo by to být odčiněno přiměřenou náhradou; a mír by měl zůstat navždy neotřesený a potvrzený přísahou obou stran...A Richard nepřijme žádného z králových mužů ani z jeho nepřátel, ani krále žádného ze svých bez jejich pečeti.

## Historický kontext
I když dopis naznačuje, že papež do této záležitosti zasáhl kvůli nepřátelství mezi anglickým králem a normandským vévodou, není jasně uvedeno, co tyto problémy způsobilo. Proto historikové shromáždili několik odlišných argumentů týkajících se toho, jaký byl mezi těmito dvěma vládci problém.
Nejrozšířenějším názorem je, že Richard I. dovoloval vikingům využívat jeho přístavy. Po generaci míru začala Anglie od 80. let 10. století trpět útoky vikingů. Tato nová fáze nájezdů začala během několika měsíců po Æthelredově nástupu na trůn, když mu bylo kolem jedenácti let. Historik Eric John (1922–2000) se domníval, že závěr papežského dopisu, který uvádí, že ani jeden z mužů by neměl přijímat nepřátele toho druhého, jasně zakazuje používání normandských přístavů jako vikingské základny. Je možné, že Normané sympatizovali s vikingskými silami, protože sami byli skandinávského původu a mnozí u dvora byli pravděpodobně stále bilingvní. V tomto případě je pravděpodobné, že se papež rozhodl zasáhnout, aby Richardovi připomněl, že je nepřijatelné pomáhat pohanům, kteří představují hrozbu pro jeho spolukřesťany.
Historička Jenny Benhamová tuto teorii zpochybnila, protože mnoho důkazů o tom, že vikingům byl umožněn vstup do normanských přístavů, je datováno po dopise papeže Jana XV. V tomto případě by bylo pravděpodobnější, že smlouva zakazovala kterékoli straně ukrývat domácí nepřátele, jako jsou exulanti. Existují důkazy, že za vlády Æthelreda II. bylo vyhoštěno několik lidí; jedním příkladem je hrabě z Mercie, Ælfric Cild, který byl vyhoštěn v roce 985. Skutečnost, že se Æthelred stal králem v důsledku vraždy svého bratra, také zakládá domněnku, také dává důvod se domnívat, že mohl mít ve své zemi politické nepřátele. Zajímavé je, že Anglosaská kronika až do roku 1000 konkrétně neuvádí žádné vikingské síly v Normandii a uvádí, že „toho léta nepřátelská flotila [flotila vikingů] odešla do Richardova království“, což zpochybňuje předpoklad, že Richard I. do své země povoloval vikingské nájezdníky.

## Následky
Mírová smlouva mezi oběma vládci byla jednou z nejúspěšnějších Æthelredových diplomatických politik. Tento úspěch však neměl dlouhého trvání, protože po smrti Richarda I. v roce 996 a konečném nástupu jeho syna Richarda II. na trůn vévodství se vztahy mezi oběma stranami opět zdají být napjaté. V 2. polovině 11. století, Vilém Jumièges píše o anglickém útoku v Cotentinu v Normandii, který pravděpodobně nastal kolem roku 1002; nedlouho poté, co nám Anglosaská kronika říká, že vikingská flotila dorazila do Normandie. Přijetí vikingů Normany v roce 1000 bylo zjevně porušením Rouenské smlouvy, které možná nastalo kvůli tomu, že se Richard II. necítil povinen dodržovat otcovy dohody. Útok Angličanů na Normandii kolem roku 1002 byl pravděpodobně odpovědí na tento přečin. V reakci na tento rozpad vztahů byla znovu zahájena jednání mezi anglickým králem a novým normandským vévodou, která vyvrcholila v roce 1002 sňatkem vévodovy sestry Emmy s Æthelredem.